# جان گاور

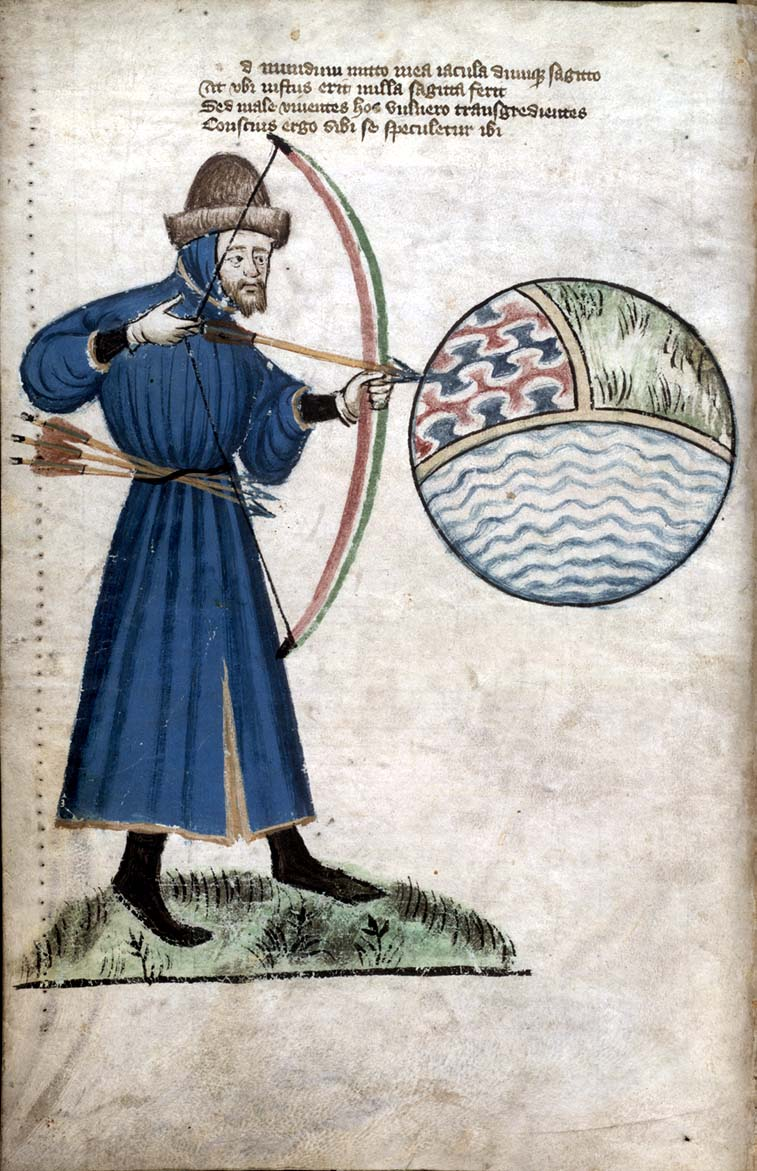
جان گاور به کره‌ای از زمین، هوا و آب تیراندازی می‌کند. (این تصویر مربوط به دست‌نوشته‌ای از آثار وی در حدود سال ۱۴۰۰ می‌باشد)

جان گاور (به انگلیسی: John Gower) (حدوداً ۱۳۳۰ تا اکتبر ۱۴۰۸ میلادی) شاعری انگلیسی، معاصر با ویلیام لنگلند و دوست صمیمی جفری چاوسر بود. او را بیشتر به خاطر سه اثرش می‌شناسند: Mirroir de l'Omme (مرد آینه‌ای)، Vox Clamantis (صدای او که فریاد می‌زند)، Confessio Amantis (اعترافات عاشق) سه شعر طولانی که به ترتیب به زبان‌های فرانسوی، لاتین و انگلیسی سروده شده‌اند و همگی در داشتن تم‌های اخلاقی و سیاسی مشترکند.

## زندگی

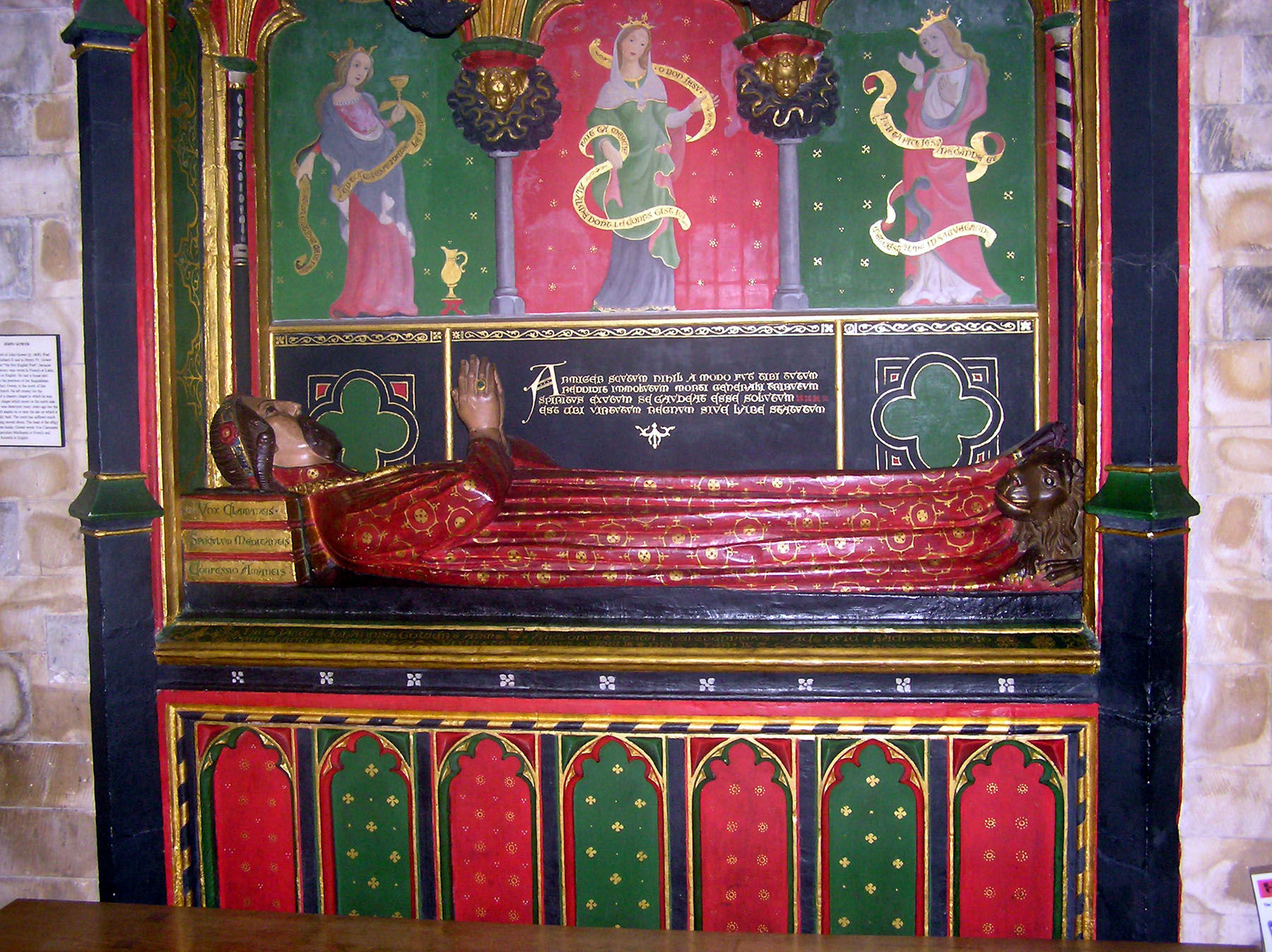
مقبرهٔ جان گاور در کلیسای جامع ساوث‌آرک.

اطلاعات چندانی از سال‌های ابتدایی زندگی وی در دست نیست. به احتمال زیاد وی در خانواده‌ای مشهور در یورکشایر به دنیا آمده که صاحب اموالی در کنت، یورکشایر، نورفک و سافک بوده‌اند. حدس زده می‌شود که وی نزدیک به لندن مشغول به یادگیری حقوق بوده است.
پس از اقامت در لندن، وقتش را با نجبا و اشراف هم‌عصر خویش می‌گذرانده‌است. به نظر می‌رسد که شخصاً با ریچارد دوم آشنایی داشته زیرا در پیشگفتار نخستین ویرایش کتاب اعترافات عاشق، نوشته که چطور فرصت ملاقات با شاه را (احتمالاً حدود سال ۱۳۸۵ میلادی) کنار رود تیمز پیدا کرده و شاه وی را دعوت به قایق خود کرده‌است. سپس مکالمهٔ آن‌ها منجر به ماموریت یافتن گاور برای نوشتن کتاب اعترافات عاشق شده‌است. بعدها در طول حیاتش تابع هنری چهارم شد. این مسئله را می‌توان در اهدای کتابش به شاه هنری چهارم در ویرایش‌های بعدی مشاهده کرد. تمام این اطلاعات تنها برآوردهایی از آثار وی هستند و مدرک مستندی در این باره موجود نیست. تاریخچهٔ اعترافات عاشق و همچنین تقدیم کتابش به افراد مختلف هنوز محل تحقیق پژوهشگران است.
دوستی گاور با چاوسر مستند است. هنگامی که چاوسر در سال ۱۳۷۸ میلادی به عنوان دیپلمات به ایتالیا فرستاده شد، گاور را به عنوان یکی از وکلای اموال خود در انگلستان برگزید. این دو شاعر در اشعار خود نیز از یکدیگر تعریف کرده‌اند. چاوسر بخشی از شعر ترویلو و کریسید را به «گاور اخلاق‌گرا» تقدیم کرده و در قبال آن گاور با گذاشتن سخنی در دهان ونوس در تمجید از چاوسر در انتهای کتاب اعترافات عاشق جبران کرده‌است.
گاور در اوایل دهه ۱۳۷۰ میلادی در غرفه‌هایی که توسط صومعهٔ سن ماری اووری (حالا کلیسای جامع ساوث‌وارک) فراهم شده بود اقامت گزید. در همان‌جا در سال ۱۳۹۸ میلادی احتمالاً برای بار دوم ازدواج کرد. همسر وی به نام اگنس گراندولف پس از مرگ وی زنده ماند. گاور در سال‌های پایانی عمر خویش و احتمالاً در اوایل سال ۱۴۰۰ بینایی خود را از دست داد.
او را پس از مرگ در سال ۱۴۰۸ داخل مقبرهٔ مجللی در همان کلیسا قرار دادند. این مقبره هنوز هم وجود دارد.